# Kaza (India)
Kaza, Kaze o Kaja è una cittadina dell'India di 3.231 abitanti, è il capoluogo della remota valle dello Spiti, Spiti Valley nel distretto di Lahaul e Spiti, nello stato federato dell'Himachal Pradesh.

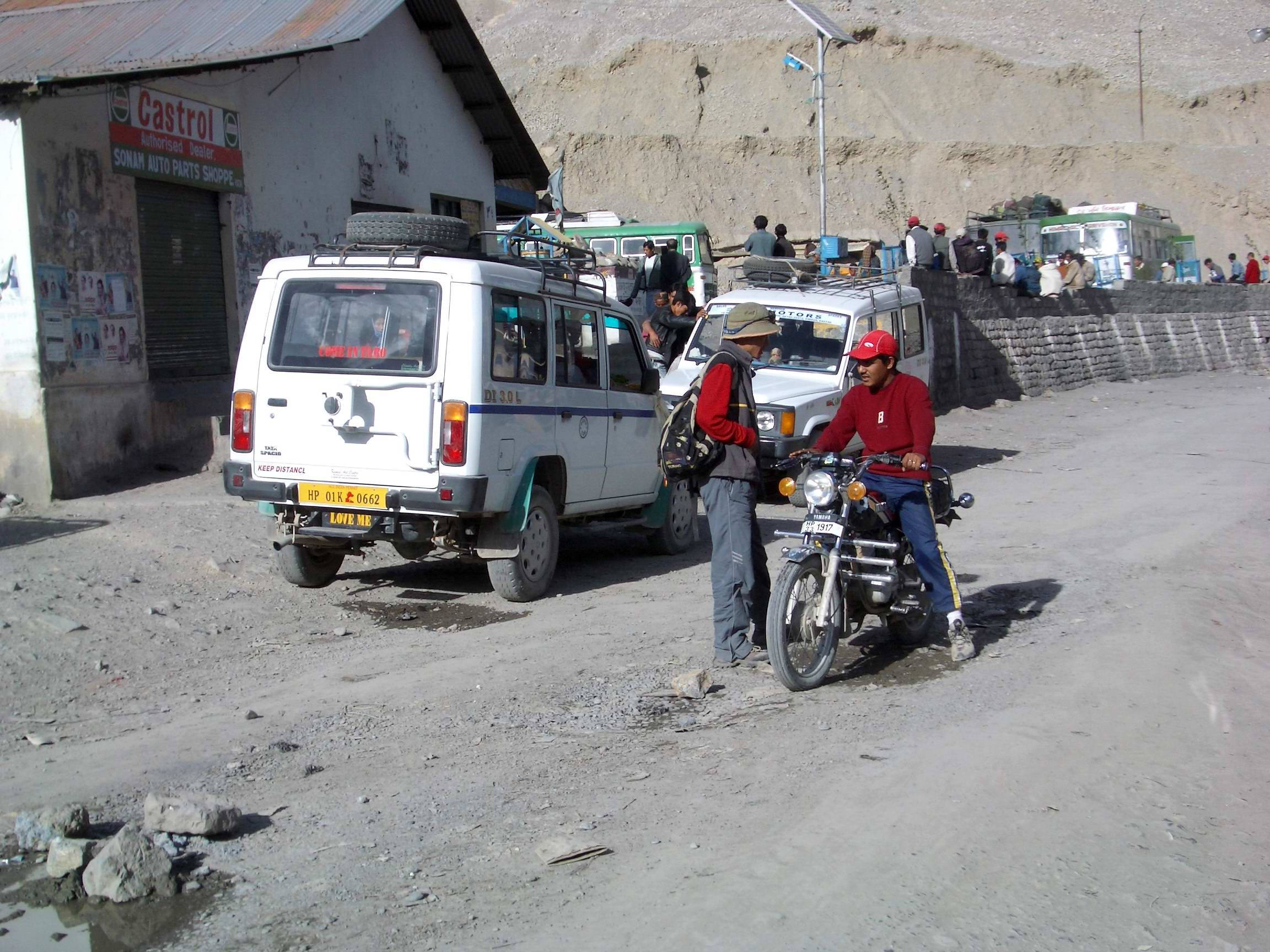
centro di Kaza, 2004

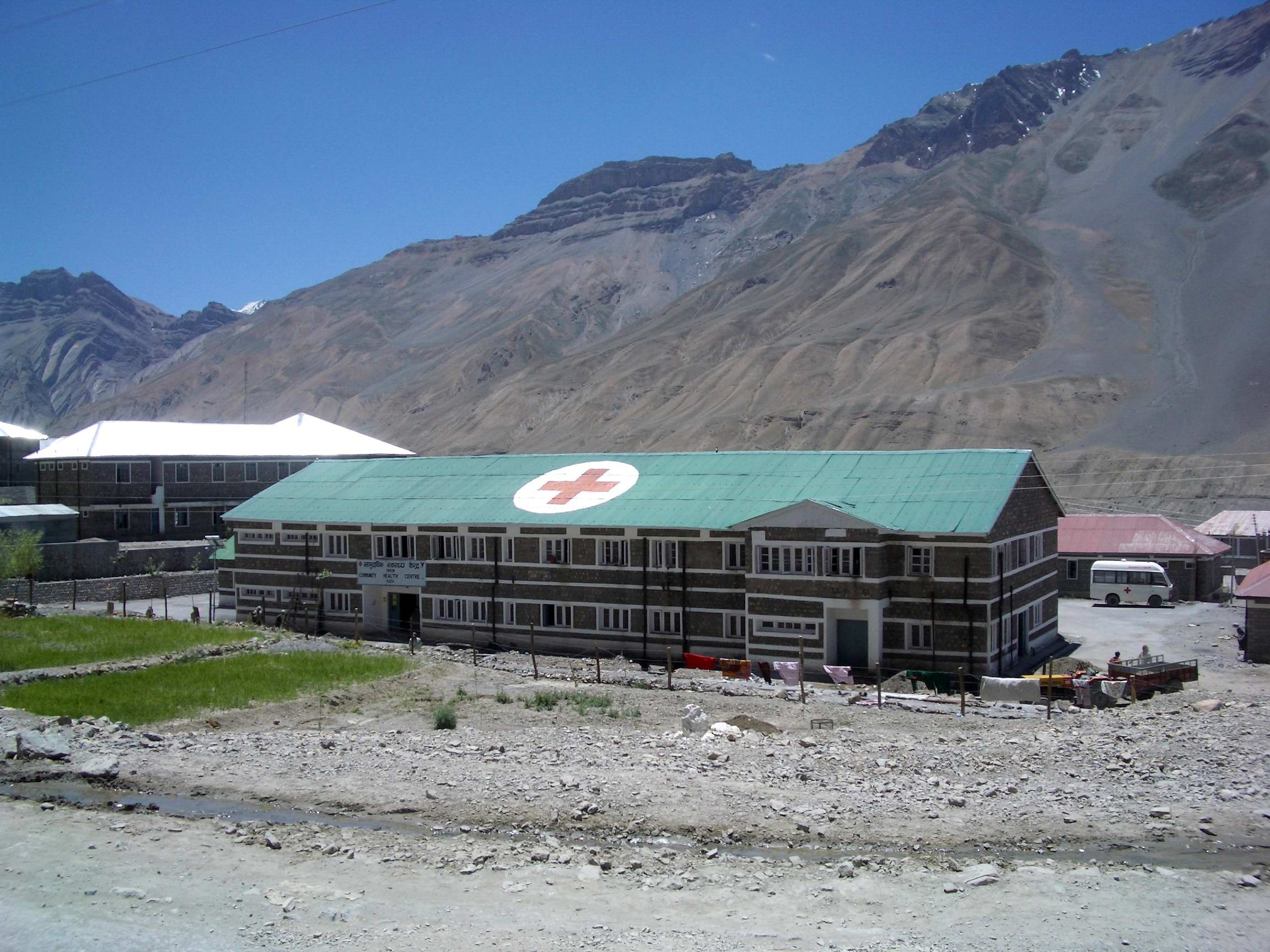
Ospedale pubblico, Kaza, 2004

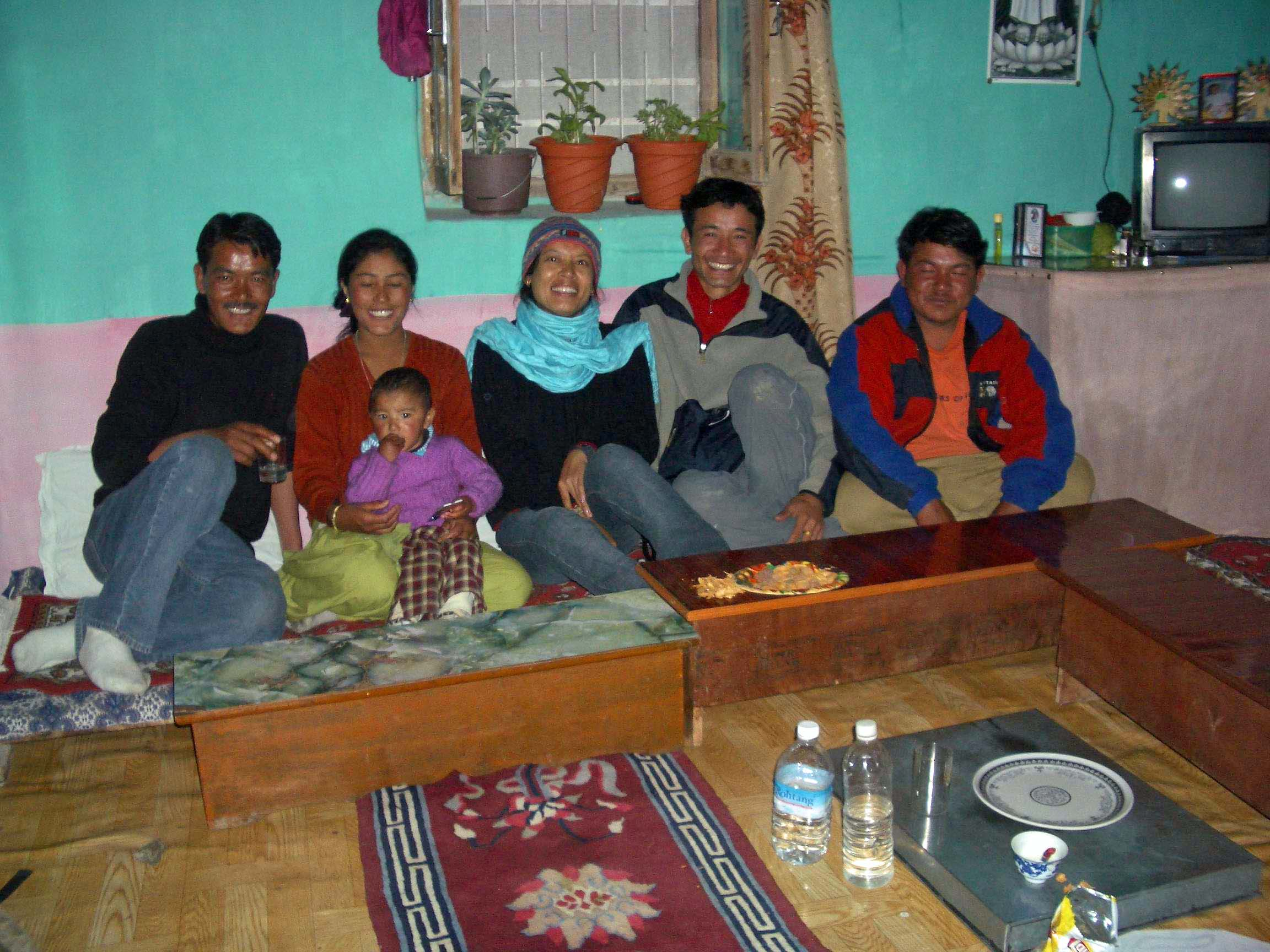
Famiglia in casa con visitatori, Kaza, 2004

Spiti, che è una parte del distretto di Lahaul e Spiti dell'Himachal, è un deserto di alta quota simile alle regioni limitrofe, Tibet e Ladakh, in termini di terreno, clima e per la cultura buddista.

## Descrizione
Si trova sulla riva orientale del fiume Spiti, iniziando dalla quota di oltre 3600 metri. La città è divisa in piccoli quartieri vecchi e nuovi. La nuova città contiene gli edifici amministrativi.

Il monastero di Gompa Tangyud (Tang-rGyud) risale al XIV secolo ed è costruito come un castello fortificato inclinato, con massicce pareti inclinate di fango, e merlature con bande verticali in ocra rossa e bianche. 
È sul bordo di un profondo canyon che domina la città di Kaza, a 4 km dalla città. 
Provenendo da sud si vede Kyu-ling (Skyid-gling), il palazzo signorile del Nono sull'altro lato del fiume.

## Geografia fisica
Il villaggio è situato a 32° 22'  N e 78° 08'  E e ha un'altitudine di 3.800 m s.l.m..

## Società

### Evoluzione demografica
Al censimento del 2001 la popolazione di Kaza assommava a 3.231 persone.

## Economia

### Turismo
Kaza è nota per il suo festival folcloristico e l'antico monastero di Sakya Tangyud in una valle laterale, a 4 km dalla città. 
È anche popolare per i turisti e cercatori di avventura durante i mesi estivi grazie alla sua posizione centrale e collegamenti facili nella valle e attraverso la stessa. 
Questa posizione centrale rende anche Kaza un campo base ideale per trekking, alpinismo e tour diretti ad altre parti della valle. 
C'è un ospedale e casa di riposo e un albergo privato.